# Vĩnh Tuy (xã)
Vĩnh Tuy là một xã thuộc huyện Gò Quao, tỉnh Kiên Giang, Việt Nam.

## Địa lý
Xã Vĩnh Tuy nằm ở phía đông huyện Gò Quao, có vị trí địa lý:
- Phía đông, bắc giáp tỉnh Hậu Giang
- Phía tây giáp xã Vĩnh Thắng
- Phía nam giáp tỉnh Bạc Liêu.

Xã Vĩnh Tuy có diện tích 34,42 km², dân số năm 2020 là 11.038 người, mật độ dân số đạt 320 người/km².

## Hành chính
Xã Vĩnh Tuy được chia thành 8 ấp: Vĩnh Phong, Tân Đời, Long Đời, Chiến Thắng, Tiên Phong, Vĩnh Hùng, Mười Hùng, Vĩnh Bình.

## Lịch sử
Sau năm 1975, Vĩnh Tuy là một xã thuộc huyện Gò Quao.
Ngày 27 tháng 9 năm 1983, Hội đồng Bộ trưởng ban hành Quyết định số 107-HĐBT về việc chia xã Vĩnh Tuy thành 3 xã lấy tên là xã Vĩnh Tuy, xã Vĩnh Thắng và xã Vĩnh Hùng.
Ngày 14 tháng 11 năm 2001, Chính phủ ban hành Nghị định số 84/2001/NĐ-CP về việc thành lập xã Vĩnh Thắng trên cơ sở 3.383 ha diện tích tự nhiên và 10.325 nhân khẩu xã Vĩnh Tuy.
Sau khi điều chỉnh địa giới hành chính để thành lập xã Vĩnh Thắng, xã Vĩnh Tuy còn lại 3.442 ha diện tích tự nhiên và 10.905 nhân khẩu.